# Hoep, zei de chauffeur
Hoep, zei de chauffeur (oorspronkelijke titel: The Happy Man and His Dump Truck) is een boekje uit de Gouden Boekjes-reeks. Het is geschreven door Miryam Yardumian en van illustraties voorzien door Tibor Gergely. Het verhaal verscheen in 1950 in de Verenigde Staten en vier jaar later in vertaling in Nederland, waar het nummer 8 in de serie kreeg. Het werd vertaald door Annie M.G. Schmidt.
Het verhaaltje gaat over een vrolijke chauffeur die op een dag een hele groep boerderijdieren in zijn laadbak laat meerijden. De dieren krijgen van alles te zien en genieten ontzettend van de tocht, vooral omdat de chauffeur zijn bak steeds laat kiepen.